# La Torre d'Amargós
|  | Aquest article tracta sobre el poble pallarès. Si cerqueu l'edifici militar, vegeu «Torre d'Amargós». |

La Torre d'Amargós és un poble del terme municipal de Sant Esteve de la Sarga, al Pallars Jussà. Juntament amb la Clua i Castellnou de Montsec formen una unitat territorial dins del seu municipi diferent de l'anomenada la Faixa. Aquestes tres pobles són a la vall del barranc de la Clua, als vessants occidentals de la Serra del Sastret.
Tot i que pertany administrativament al Pallars Jussà, des del punt de vista geogràfic és un poble ribagorçà, tot i que al llarg de la història s'ha decantat clarament cap al Pallars. De tota manera, la seva proximitat a Castellnou de Montsec, situat ja al límit de les dues comarques naturals, l'ha decantat històricament cap al Pallars.

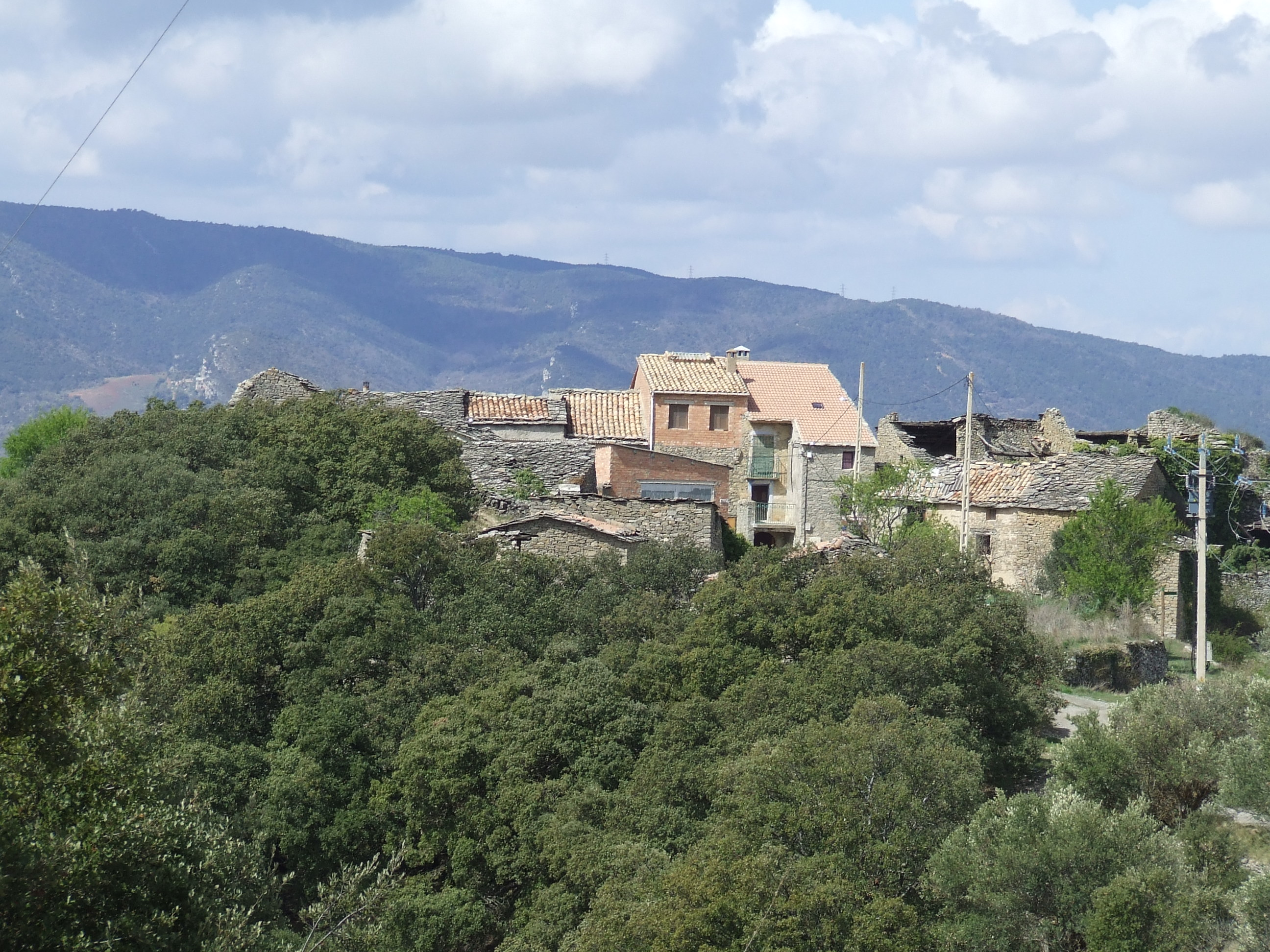
El poble, des del camí de Castellnou de Montsec

Fou un dels ajuntaments creats el 1812 en aplicació del desplegament de la Constitució de Cadis. El febrer del 1847 foren suprimits els ajuntaments que tenien menys de 30 veïns (caps de família), i la Torre d'Amargós fou unit a Alsamora, que el 1920 canviava de nom i capitalitat municipal, passant així a l'actual de Sant Esteve de la Sarga.
Deu el nom a una torre medieval, la torre d'Amargós les restes de la qual encara són entre les cases del poble. El poble es troba en una situació acastellada damunt del barranc de la Clua, i formava un recinte tancat (poble clos) al voltant de la torre esmentada. En l'actualitat només es conserva la meitat de llevant, d'aquest recinte: la resta, és un munt de ruïnes ocupat per la vegetació que hi ha crescut sense control.

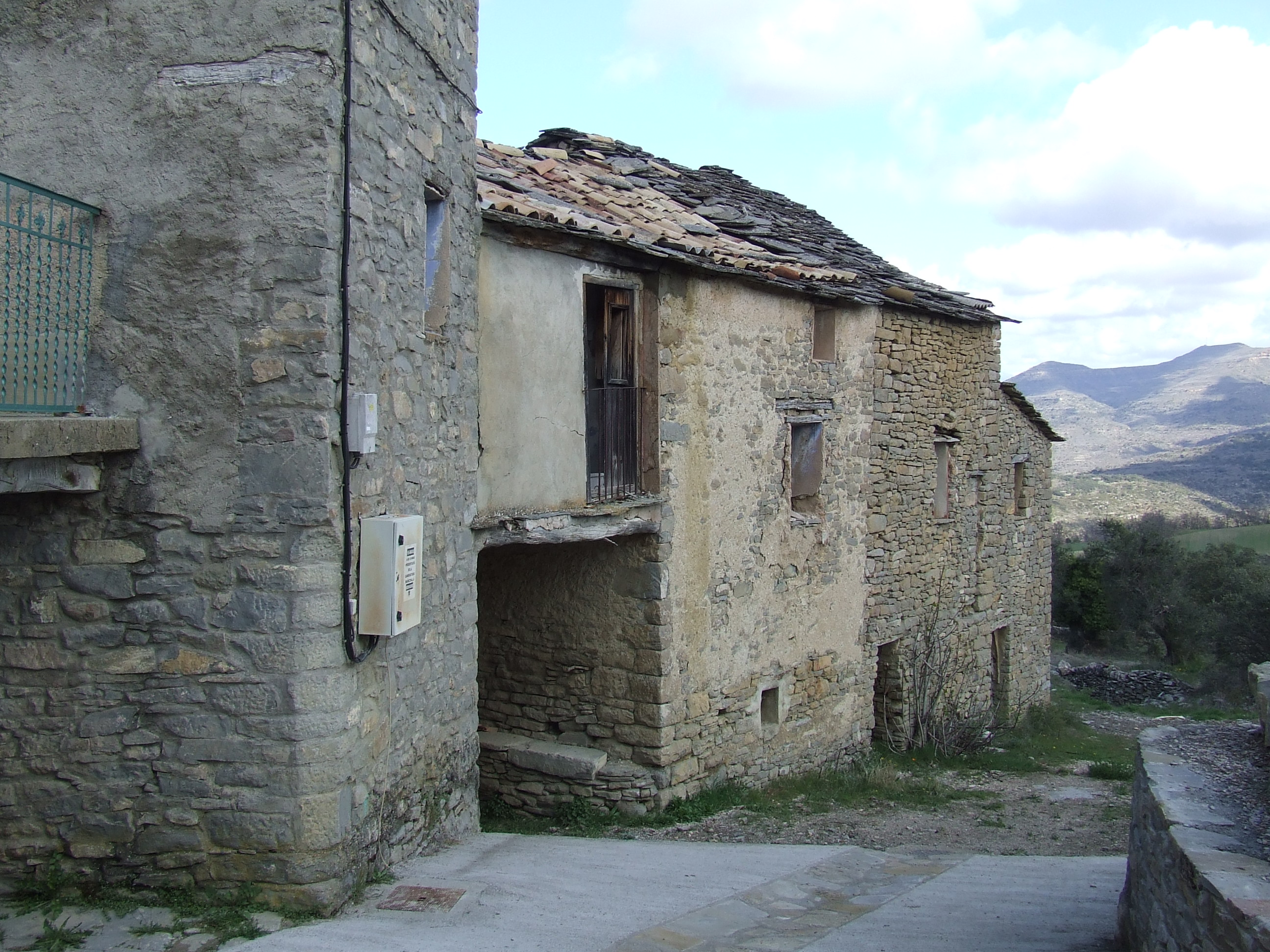
Tros ben conservat del recinte clos del poble, amb la porta d'entrada pel costat de llevant

La seva església parroquial, dedicada a la Immaculada Concepció, és romànica.
El 1718 hi consten 16 habitants, i en la Geografia de Francesc Carreras Candi, es diu que la Torre d'Amargós té 15 edificis i 26 habitants. En temps actuals, es mantenen en 15 el 1970 i baixen a 8 el 1980. El 2006 n'hi eren censats només 4.
A finals dels segle xvii, n'era senyor del castell, terme i lloc de la Torre d'Amargós, amb jurisdicció civil i criminal, Antoni Ferrer, veí de Sant Salvador de Toló; en algun moment, passà a mans de Josep de Cortit i Colomina, veí de Castissent, qui la vengué a carta de gràcia a Fèlix Ferrer, veí de Vilamolat, el 1731 per 2206 lliures. El 1767, Josep de Cortit i son fill transmeteren el dret a redimir el castell, lloc i terme, drets, vassalls, homes i les jurisdiccions civil i criminal a Jaume Roca i de Cortit, veí de Guàrdia, i a son gendre, Nicolau Esteve, que en prengueren possessió efectiva el 1768. A finals dels segle xviii, encara estava en mans de son net, Pau Esteve i Roca, veí també de Guàrdia de Mur
Pascual Madoz, al Diccionario geográfico..., diu que la Torre d'Amargós, que depèn d'Alsamora, és en una roca, amb molt bona ventilació i clima sa. Té 4 cases, una torre mig derruïda i una capella que depèn de Sant Esteve de la Sarga. El terreny és muntanyós, aspre i trencat, amb pocs arbres i molt de matoll. S'hi produeix blat, sègol, patates i vi, i hi ha ramats de cabres. Formen el poble 2 veïns (caps de família), i 16 ànimes (habitants).
L'única activitat destacable de la Torre d'Amargós és l'aplec que s'hi celebra el primer dissabte de juny, amb dinar col·lectiu popular.